# Hulu
Hulu是起源於美國、在多國提供網路付费隨選串流影片及影視節目的OTT服务网站，为迪士尼串流影片套装的一部分（另外两个分别为Disney+和ESPN+）。它和全美许多著名电视台及电影公司达成协议，通过授权点播模式向用户提供视频资源。
由于各国的版权法差异，Hulu曾一段時間只对美国本土用户开放，但後來為擴展海外市場而對日本提供服務。然而在2021年4月，華特迪士尼公司宣佈於Disney+中針對海外市場推出星空板塊，標誌著Hulu不會向除日本以外的海外地區提供業務。

## 名稱由来
Hulu.com的名字起源於漢語中的两個詞語“葫蘆”和“互錄”。网站的官方部落格曾經如此解释：
在漢語中，“hulu”這個詞有两层非常有趣的意思，每层都与我们网站的宗旨息息相关：表层的意思是“葫蘆”。在古代，葫蘆被视作一件有魔力的，能够储藏珍贵物品的容器。深层的意思则是“互录”，即互相录制的简称。我们觉得，两个词语都很好的诠释了我们当初创建网站的目的。

## 历史
- 2007年
  - 3月，公司成立，由NBC环球集团和新闻集团出资；
  - 6月，Amazon.com原高层Jason Kilar出任CEO；
  - 8月，正式定名为Hulu.com，源自中文“宝葫芦”的寓意；
  - 10月，通过邮件邀请开始公测；
  - 10月，获得普羅維登斯私募企業（持股10%）的1億美元投资；
- 2008年
  - 3月，向全美用户开放。
- 2011年
  - 9月，對日本提供服務。
- 2013年
  - 7月13日，21世紀福克斯、NBC環球（NBC Universal）及迪士尼聯合宣佈，將繼續共同持有Hulu股份，並一起為Hulu未來發展提供7.5億美元的資金支援。
- 2014年
  - 4月1日 ，在日業務由新成立的公司「HJ控股」（HJホールディングス）承接，該公司由美國Hulu公司與日本電視台（NTV）為首的多家日本企業共同合資。日本Hulu的主要股东包括日本电视台（NTV，日テレ）、美国Hulu、雅虎日本、东宝株式会社、读卖电视台（ytv）和中京电视台（CTV，中京テレビ）。[5]
- 2016年
  - 8月3日，時代華納斥資5.8億美元入股美國Hulu，持股量約一成。
- 2017年
  - 12月14日，迪士尼宣布收购21世纪福斯，使其持有的Hulu股份从30%增至60%
- 2019年
  - 3月20日，迪士尼正式收購21世紀福斯及其擁有的30%的Hulu股權
  - 4月16日，Hulu斥資14.3億美元回購AT&T持有的9.5%股權
  - 11月12日，迪士尼套件隨迪士尼+同步推出，用戶可通過訂閱迪士尼套件同時獲得迪士尼+、Hulu和ESPN+三個迪士尼串流媒體服務的訂閱。
- 2021年
  - 2月23日，迪士尼於迪士尼+中推出星空板塊以取代Hulu推廣至海外市場。
  - 6月7日，由於迪士尼選擇以迪士尼+的星空板塊取代Hulu推廣至海外市場導致其與康卡斯特發生意見分歧。目前康卡斯特計劃降低Hulu的付費價格以示抗議，而迪士尼亦打算在2024年買下康卡斯特持有的剩餘40%股權。
  - 8月31日，迪士尼宣布Hotstar在美国的服务将于2022年末终止。从2021年9月1日开始，位于Hotstar上的剧集与电影内容并入Hulu，而体育节目则并入ESPN+。
- 2023年
  - 5月10日，迪士尼宣布計劃在2023年底前將Disney+和Hulu這兩個應用程序合併為一個流媒體應用程式。
  - 11月1日，迪士尼宣布收购NBC环球持有的Hulu全部股份。预计2024年全面完成交易。[6]
  - 12月6日，Hulu正式併入華特迪士尼公司，同時Disney+美國地區推出Hulu板塊。[7]
- 2025年
  - 8月6日，迪士尼宣佈將於2026年內將Hulu完全併入Disney+，獨立於Disney+的服務則將於同年內關閉，Hulu + Live TV服務則將併入Fubo TV業務下。同時迪士尼宣佈將在全世界推出Hulu板塊，並全面取代現有的STAR板塊。[8]

## 版权取得
Hulu拥有超过90家业者提供内容，包括华特迪士尼公司、NBC环球集团、米高梅公司、索尼影视电视、华纳兄弟影业。这些内容可以同时在Hulu、原提供业者的网站以及美國地區的Disney+中的Hulu版塊（需订阅Hulu x Disney+套装）播放和使用。
主要版权提供业者：
- 电影：华特迪士尼影业集团、环球影业、米高梅公司、狮门娱乐和索尼影业
- 电视剧：环球电视工作室、华特迪士尼电视、索尼影视电视、/Crunchyroll、华纳兄弟电视工作室、米高梅电视、狮门电视和Disney+（僅於Star播出的作品）

其节目都是正版的，通过附加在视频节目上的形式多样且不致引起反感的广告获利，使用者亦可付更多的費用移除廣告。
日本Hulu的本土内容主要来自于其主要股东日本电视台联播网日本新闻网成员的自制电视节目，旗下知名电视剧、综艺节目、动画等都会在Hulu配信，如名侦探柯南、银魂等。與美國版Hulu不同，日本版hulu的內容由於通過日本電視台聯播網而非迪士尼代理上架，因此日本Hulu上的內容除亦迪士尼代理的作品外無法在日本地區的Disney+觀看。

## 影响与评价
其丰富的电视内容，高质量的视频及清新的界面都让Hulu和当地各大电视台相媲美。目前Hulu开发了基于Adobe AIR应用的视频播放器My Media Player可以让用户脱离浏览器观看Hulu中的各种电视节目。该网站的视频节目可以同时在美国在线、MSN、美国最大的有线电视运营商康卡斯特旗下视频网站Fancast.com、新闻集团旗下的MySpace以及雅虎网上发布。
美国知名互联网流量监测机构comScore于2008年7月15日发布的统计报告显示，2008年5月，Hulu.com市场份额名列第十，这也是该视频共享网站首次进入comScore视频排行榜前10名（以观看次数为标准），浏览量为8800万，份额为0.7%。网站上已经包含了6300万份网络视频媒体；每用户平均每月在Hulu上的收视时间为2小时。廣告商青睞Hulu甚於YouTube，特別是後者所提供的四十億份影音檔中，只有3％可嵌入廣告；而Hulu雖然僅擁有近九千萬部作品，但廣告植入比率卻高達八成。